# Ost- und Mitteldeutsche Vereinigung

Logo der Ost- und Mitteldeutschen Vereinigung

Die Ost- und Mitteldeutsche Vereinigung (OMV) ist die innerparteiliche Interessenvertretung derjenigen Mitglieder von CDU und CSU, die aus den ehemaligen deutschen Ostgebieten bzw. aus der ehemaligen Sowjetischen Besatzungszone stammen.

## Ziele
Anspruch der OMV ist die Pflege der Erinnerungskultur sowie der Einsatz für ein gemeinsames (Er-)Leben der kulturellen, sprachlichen und regionalen Vielfalt, unter besonderer Berücksichtigung der Minderheitsrechte. Sie versteht sich als Sprachrohr für die Vertriebenen und Aussiedler deutscher Volksgruppen aus Mittel- und Osteuropa und hat das Ziel, mit und durch ihre Mitglieder eine Verbindung zu den östlichen Nachbarstaaten zu schaffen und zu festigen.

## Geschichte
Die Vorläufer der OMV entstanden in der unmittelbaren Nachkriegszeit. Innerhalb der Union versuchte man die Belange der Flüchtlinge und Vertriebenen seit 1946 in Flüchtlingsausschüssen zu bündeln. Am 27./28. April 1948 fand in Braunschweig die erste Reichstagung der Landesflüchtlingsausschüsse von CDU und CSU statt.
1968 beschloss der CDU-Bundesparteitag, diese Flüchtlingsausschüsse mit dem 1950 entstandenen Landesverband Oder/Neiße (siehe auch: Oder-Neiße-Grenze) zusammenzuschließen. Die neu gebildete Vereinigung der Partei gab sich den Namen Union der Vertriebenen und Flüchtlinge (UdVF). Zu dieser Zeit gab es auch Überlegungen die daneben bestehende Exil-CDU mit der UdVF zu vereinigen. Dieses wurde jedoch nicht umgesetzt. In den 1970er Jahren wurde die UdVF verstärkt gegen die Ostpolitik der sozialliberalen Koalition aktiv. Immer wieder wurden das Selbstbestimmungsrecht der Deutschen und das Recht auf Heimat betont.
1981 benannte sich die UdVF in  Ost- und Mitteldeutsche Vereinigung um. Während sie damals mit knapp 30.000 Mitgliedern in der CDU und 10.000 Mitgliedern in der CSU ihren höchsten Mitgliederstand verzeichnete, kam es in den darauf folgenden Jahren zu einem Rückgang der Mitgliedschaft. Dies hatte ihre Ursache vor allem in der sinkenden Zahl der direkt von Flucht und Vertreibung der Nachkriegszeit Betroffenen. Den damit einhergehenden Bedeutungsverlust versuchte die OMV durch eine verstärkte Interessenvertretung für Umsiedler und Spätaussiedler zu kompensieren.

## Organisation

### Innere Struktur
In der CSU heißt die Organisation Union der Vertriebenen (UdV) und hat als Arbeitsgemeinschaft der Partei um die 10.000 Mitglieder.
In einzelnen Landesverbänden der CDU trägt die OMV weiterhin ihren alten Namen Union der Vertriebenen und Flüchtlinge (UdVF) (z. B. Baden-Württemberg und Hessen).

### Landesverbände und Landesvorsitzende
Die OMV ist in 15 Landesverbände aufgeteilt.
- Baden-Württemberg – Iris Ripsam
- Bayern – Bernd Posselt
- Berlin – Martin Bach-Sliwinski
- Brandenburg – Jesko von Samson-Himmelstjerna
- Bremen – Jutta Malla
- Hamburg – Nikolaus Haufler
- Hessen – Ulrich Caspar
- Mecklenburg-Vorpommern – Wolfgang Ehlers
- Niedersachsen – Heiko Schmelzle
- Nordrhein-Westfalen – Heiko Hendriks
- Rheinland-Pfalz – Nikolaus Poppitz
- Sachsen – Jörg Kiesewetter
- Sachsen-Anhalt – Bernhard Scheer
- Schleswig-Holstein – Manfred Lietzow
- Thüringen – Egon Primas

#### Landesverband NRW
Größter Landesverband ist die OMV der CDU NRW, mit über 2000 Mitgliedern, zu deren aktuellen Zielen gehören unter anderem:
1. Die Einrichtung einer Vertreibungserinnerungsstätte auf einem Teilgelände der ehemaligen Landesstelle Unna-Massen.
2. Die Wiedereinrichtung eines Lehrstuhls für die Geschichte und Kultur der Deutschen im östlichen Europa durch Festschreibung des Themas in den Zielekatalog universitärer Bildung.
3. Die gesellschaftliche Aufklärung über „Folgen kommunistischer Ideologien, insbesondere die Aufbereitung der DDR-Diktatur“.[3]

Organ des Landesverbandes ist der OMV-Report, der 2× jährlich erscheint.
Themen der Ausgaben im Jahr 2016 waren unter anderem:
- Aus der Geschichte lernen – Europäisches Asylrecht schaffen[4]
- Bundesförderung des Museums für Russlanddeutsche[5]
- Entschädigung für deutsche Zwangsarbeiter[6]
- Neues Grundsatzprogramm der OMV der CDU NRW mit klarem Bekenntnis zu den Vertriebenen, Aussiedlern und ihrem Kulturerbe[7]
- DDR-Unrecht gehört auf die Tagesordnung[8]
- Kulturfördermittel nach § 96 BVFG[9]

### Vorsitzende
- 1970–1973 Hermann Götz
- 1973–1989 Herbert Hupka
- 1989–2017 Helmut Sauer
- seit 2017 Egon Primas

### Hauptgeschäftsführer
- 1968–1969 Ernst-Rudolf Wolf
- 1969–1970 Marianne Brink
- 1970–1995 Gerold Rummler
- seit 1995 Klaus Schuck